# Adelpha iphiclus
Adelpha iphiclus is een vlinder uit de onderfamilie Limenitidinae van de familie Nymphalidae. De wetenschappelijke naam van de soort werd als Papilio iphiclus in 1758 gepubliceerd door Carl Linnaeus.